# Kalpi
Kalpi là một thành phố và là nơi đặt ban đô thị (municipal board) của quận Jalaun thuộc bang Uttar Pradesh, Ấn Độ.

## Địa lý
Kalpi có vị trí 26°07′B 79°44′Đ / 26,12°B 79,73°Đ Nó có độ cao trung bình là 112 mét (367 feet).

## Nhân khẩu
Theo điều tra dân số năm 2001 của Ấn Độ, Kalpi có dân số 42.858 người. Phái nam chiếm 53% tổng số dân và phái nữ chiếm 47%. Kalpi có tỷ lệ 57% biết đọc biết viết, thấp hơn tỷ lệ trung bình toàn quốc là 59,5%: tỷ lệ cho phái nam là 65%, và tỷ lệ cho phái nữ là 48%. Tại Kalpi, 14% dân số nhỏ hơn 6 tuổi.